# 달러지역
달러 지역( - 地域)은 국제결제가 금 달러 계정으로 된 지역으로 다시 말해 미국과 경제적으로 밀접하며 달러의 가치를 기준으로 하여 통화안정을 꾀하는 지역을 말한다. 이 지역간의 무역은 모두 달러 결제이며 한국도 이에 포함된다.